# 领风者
《领风者》是中国制作的一部动画，共七集，每集25分钟，讲述了卡尔·马克思与燕妮相爱、与恩格斯相遇并创作《资本论》的人生经历，是纪念马克思诞辰200周年的献礼。2019年1月28日在bilibili与优酷首播，
中共中央宣传部理论局（中央马克思主义理论研究和建设工程办公室）和内蒙古自治区党委宣传部策划，中国社会科学院学术支持。已有同名系列漫画书出版，且动画和漫画同步更新，预计还将推出舞台剧、表情包、动漫周边、小程序测试题等。

## 制作人员

### 制作
- 总导演、后期导演：肖志朝
- 总编剧：钟君
- 总策划：周纯杰、钟君
- 策划：马慧吉
- 执行导演：孙晶、黄波漾
- 作画监督：孙晶、史弘毅、阿飘
- 3D制作总监：倪伟杰
- 配音导演：皇贞季、李铫
- 音响监督、音乐导演：魏小涵
- 总监制：高文鸿、钟君、敖金波、白洁
- 监制：卢刚、卓丝娜
- 出品人：周纯杰、锡林
- 制片方：未名文化传媒、天津动漫堂
- 配音：北斗企鹅工作室
- 音乐：The One Studio
- 动画制作：娃娃鱼动画
- 品牌运营：领风者文化传媒有限公司
- 媒体支持：bilibili、优酷动漫、观察者网、中国社会科学网、疯狂游戏
- 学术支持：中国社会科学院
- 战略合作：共青团中央宣传部、人民网
- 联合出品：马克思主义理论研究和建设工程办公室、内蒙古自治区党委、内蒙古电影集团有限责任公司

### 配音
- 卡尔·马克思：藤新
- 燕妮·马克思：山新
- 小马克思：常蓉珊
- 恩格斯：陈思宇
- 老年恩格斯：冯盛
- 斐迪南：郭盛
- 马克思父亲：林强
- 维滕巴赫校长：李璐
- 教授：冯盛
- 鲍威尔：薛成
- 亨利：胡霖
- 同乡A：刘明月
- 同乡B：李轻扬
- 女孩：闫夜桥
- 船员：邢子皓
- 小男孩：闫夜桥
- 旁白：薛成

## 主题曲
片頭曲「执着的梦」
演唱：阿云嘎
作词：孙玉镜、卓思娜，作曲：曾晨，监制：魏小涵，制作：The One Studio
片尾曲「领风者」
演唱：南征北战NZBZ
作词、作曲、编曲：南征北战NZBZ，吉他：冯冲，弦乐：国际首席爱乐乐团，合唱：中央少年广播合唱团

## 各话列表
| 集数  | 名称                 | 播放日期      |
| ----- | -------------------- | ------------- |
| 第1话 | 不一样的青春         | 2019年1月28日 |
| 第2话 | 捍卫自由             | 2019年1月28日 |
| 第3话 | 全新的世界观         | 2019年2月4日  |
| 第4话 | 科学社会主义闪耀登场 | 2019年2月11日 |
| 第5话 | 《资本论》跃世而出   | 2019年2月18日 |
| 第6话 | “第一国际”风云       | 2019年2月25日 |
| 第7话 | 永远的马克思         | 2019年3月4日  |